# Querência do Norte
Querência do Norte est une municipalité brésilienne de la microrégion de Paranavaí dans l'État du Paraná.